# Чугунов, Сергей Сергеевич
Сергей Сергеевич Чугуно́в (1910—1980) — советский учёный, кандидат технических наук, дважды лауреат Сталинской премии.

## Биография
Окончил МГУ (1932) по специальности физик. В 1932—1948 научный сотрудник, старший научный сотрудник в Энергетическом институте АН СССР (Москва), там же защитил кандидатскую диссертацию.
В 1948—1961 во ВНИИЭФ: старший научный сотрудник (июнь-октябрь 1948) начальник отдела (1948—1952) начальник лаборатории (1952—1954), начальник отдела экспертизы (1954—1961).
С мая 1961 по 1977 год работал на предприятии п/я 918 (КБ-25, ВНИИА): и. о. начальника отдела, начальник лаборатории.
Специалист в области разработки систем инициирования ядерных боеприпасов.

## Награды и премии
- Сталинская премия третьей степени (1949) — за разработку системы инициирования заряда и конструкции аппаратуры системы автоматического зажигания для атомной бомбы
- Сталинская премия второй степени (1953) — за разработку конструкции основных узлов изделий РДС-6с, РДС-4 и РДС-5з
- орден Ленина (1949)
- медали